# (7421) Kusaka
(7421) Kusaka (1992 HL) – planetoida z pasa głównego asteroid okrążająca Słońce w ciągu 4,21 lat w średniej odległości 2,61 j.a. Odkryta 30 kwietnia 1992 roku.